# Sciara vicina
Sciara vicina är en tvåvingeart som beskrevs av Oskar Augustus Johannsen 1912. Sciara vicina ingår i släktet Sciara och familjen sorgmyggor.
Artens utbredningsområde är Maine. Inga underarter finns listade i Catalogue of Life.